# Бертрам VI фон Велтхайм
Бертрам VI фон Велтхайм (на немски: Bertram VI von Veltheim;* ок. 1270; † пр. 1354) е благородник от род Велтхайм в Източна Долна Саксония, господар в Харбке (в Саксония-Анхалт), споменат в документи 1291 – 1331 г.
Той е син на Бертрам V фон Велтхайм (* ок. 1240; † 7 декември 1292), господар на Харбке (1256 – 1292), 1272 г. рицар, 1280 г. съветник в Херцогство Брауншвайг, и съпругата му Кунигунда фон Веферлинген (* ок. 1250), дъщеря на Лудолф фон Веферлинген (* ок. 1225). Внук е на
Бертрам IV фон Велтхайм (* ок. 1200), който купува множество имоти източно от Брауншвайг, от 1223 г. е министриал на пфалцграфовете и 1254 г. става рицар.
Роднина е на Аделгот фон Велтхайм († 1119), архиепископ на Магдебург (1107 – 1119).
Бертрам VI фон Велтхайм купува 1308 г. заедно с брат си Лудолф фон Велтхайм господството Харбке.

## Фамилия
Бертрам VI фон Велтхайм се жени сл. 1288 г. за Мехтхилд фон Ванцлебен (* ок. 1270; † сл. 1316), дъщеря на Хайнрих фон Ванцлебен († сл. 1288), внучка на Лудвиг фон Ванцлебен († сл. 1240). Те имат един син:
- Хайнрих фон Велтхайм († сл. 1360), рицар, женен ок. 1350 г. за Берта фон Хонлаге (* ок. 1330), дъщеря на Лудолф III фон Хонлаге.[5] Синовете му разделят собственостите ок. 1406 г. на две линии. Ханс III създава „Бялата линия“, а Хайнрих IV „Черната линия“. Потомъкът му Август Фердинанд фон Велтхайм (1741 – 1801) от „Черната линия“ е издигнат на пруски граф на 6 юли 1798 г. в Берлин.

## Галерия
- Водният дворец Велтхайм
- Литография на дворец Харбке от 1857/59
- Фамилният герб на останките на дворец Харбке